# Dodauer Forst

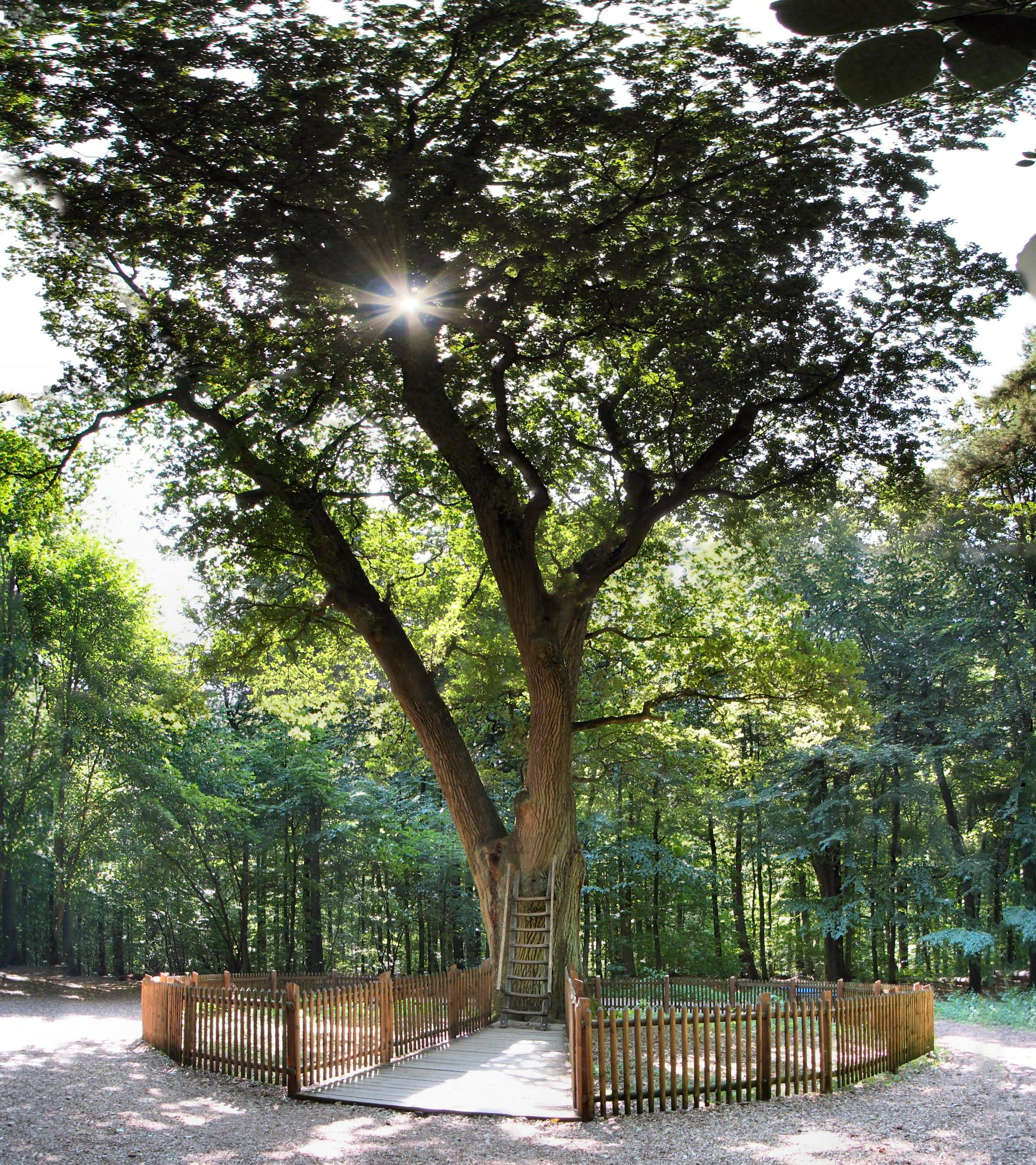
Die 500-jährige Bräutigamseiche im Dodauer Forst ist der bekannteste Baum des Waldes.

Der Dodauer Forst ist ein Waldgebiet mit einer Fläche von über 500 Hektar, das sich über die Gemeinden Eutin, Malente und Bosau im schleswig-holsteinischen Kreis Ostholstein erstreckt. Der Wald ist nach dem nahegelegenen Dorf Dodau benannt und gehört zum Forstrevier Dodau der schleswig-holsteinischen Landesforsten, zu dem noch weitere Flächen, die bis nach Plön reichen, zählen und das insgesamt eine Fläche von 1259 Hektarn umfasst und einen Jahreseinschlag von etwa 8000 Festmetern vorweisen kann.

## Gelände und Waldbestand
Der Forst, der bisher kaum vom Klimawandel betroffen ist, besteht zu drei Vierteln aus Laubbäumen mit einer hohen Dichte an verschiedenen Baumarten und ist durch einen besonders großen Altbestand geprägt, wodurch er mehrere als Naturdenkmal eingestufte Bäume enthält. Durch seine Lage in der Holsteinischen Schweiz wird die Landschaft vor allem von Moränen dominiert, die die Bewirtschaftung des Waldes deutlich erschweren.

## Sehenswürdigkeiten

### Die Bräutigamseiche
Der Altbestand inkludiert auch eine als Naturdenkmal ausgezeichnete Eiche, die als Bräutigamseiche bekannt ist und schon weltweit Beachtung fand, da sie bzw. einer ihrer Astlöcher als Briefkasten für Liebesbriefe fungiert. Diese Funktion geht auf eine verbotene Liebe im 19. Jahrhundert zurück, als das Astloch, das heutzutage als eine Art Kontaktbörse dient, als Versteck für Liebesbriefe genutzt wurde. Um ihrer heutigen Aufgabe als Ziel für Briefe aus aller Welt, die an der Eichen von Interessierten mitgenommen werden können, nachzukommen, verfügt der 500-jährige Baum nicht nur über eine eigene Leiter und beschilderte Wege zu ihm, sondern auch, lange Zeit als einziger der Welt, über eine eigene Postanschrift, die wie folgt lautet: Bräutigamseiche, Dodauer Forst, 23701 Eutin.

### Das Forsthaus Dodau
Das Anfang des 19. Jahrhunderts erbaute Dodauer Forsthaus, das als Handlungsort der Immenhof-Filme ebenfalls Bekanntheit erlangte, ist ein reetgedecktes und unter Denkmalschutz stehendes ehemaliges Forstbewirtschaftungsgebäude aus Backstein, das sich seit 2020 in Privatbesitz befindet, nachdem der langjährige Förster Peter Hundrieser, der zur unteren Forstbehörde des Landes Schleswig-Holsteins wechselte, durch seinen Nachfolger Jörn Siemens, der sich gegen das Forsthaus als Wohnort entschied, abgelöst wurde, woraufhin die Immobilie im Rahmen einer Versteigerung veräußert wurde. Heutzutage ist lediglich noch eine Scheune auf dem Gelände in Besitz der schleswig-holsteinischen Landesforsten, die diese als Dienstgebäude mit Büro und Wildkammer nutzen.

## Randgebiete und Verkehr
Der Wald ist vor allem umgeben von landwirtschaftlich-genutzten Feldern sowie einzelnen abgelegenen Grundstücke mit Bebauung. Die einzigen Ausnahmen stellen hierbei die Ortschaft Malente im Norden sowie die Siedlung Rachut im Nordwesten da, die als einzige direkt an den Wald grenzen. Außerdem liegt auch der Dodauer See im Westen direkt am Waldrand bzw. wird zu Teilen von ihm sogar eingerahmt.
Des Weiteren wird der Wald südlich des Forsthauses mit der in unmittelbarer Nähe liegenden Bräutigamseiche von der Bundesstraße 76 durchkreuzt, sodass ein kleiner Teil des Waldes im Süden vom Großteil des Forstes separiert wurde nach dem Bau der Straße in den 1990er Jahren in dessen Rahmen auch der zuvor trockengelegte Dodauer See wieder renaturiert wurde. Von dieser Straße führt außerdem ein Feldweg zum Forsthaus und der Bräutigamseiche, die an der Abbiegung ausgeschildert ist. Dies stellt aber nur eine von vielen Möglichkeiten zum Erreichen des Waldes da neben diversen anderen Parkplätzen am Waldrand wie z. B. in Eutin und Malente, die an das Wanderwegenetz des Forstes und der Umgebung angeschlossen sind.

## Nutzung
Der durch die schleswig-holsteinischen Landesforsten bewirtschaftete Wald wird vor allem als Naherholungsgebiet genutzt, da er über sein großflächig ausgebautes und gut beschildertes Wegenetz, das auch Sitz- und Grillplätze beinhaltet, die Städte Eutin und Malente sowie die umliegenden Dorfschaften naturnah und ohne Beeinträchtigung durch den Straßenverkehr verbindet, sodass der Wald nicht nur als Wandergebiet, sondern auch von Reitern, Joggern und Fahrradfahrern genutzt wird.
Koordinaten: 54° 8′ 10,5″ N, 10° 33′ 20,9″ O